# Machiel
Machiel est une commune française située dans le département de la Somme, en région Hauts-de-France.
La commune fait partie du parc naturel régional Baie de Somme - Picardie maritime.

## Géographie

### Localisation
Machiel est un village picard du Ponthieu. 
Limitrophe de Crécy-en-Ponthieu, la localité est située à 7 km au nord-est de Nouvion, 18 km au nord d'Abbeville, 19 km au sud-ouest d'Hesdin-la-Forêt et à 54 km au nord-ouest d'Amiens à vol d'oiseau.
Le territoire de la commune est limitrophe de ceux de quatre communes.
Les communes limitrophes sont Crécy-en-Ponthieu, Ligescourt, Machy et Vironchaux.

### Sol, hydrologie, relief

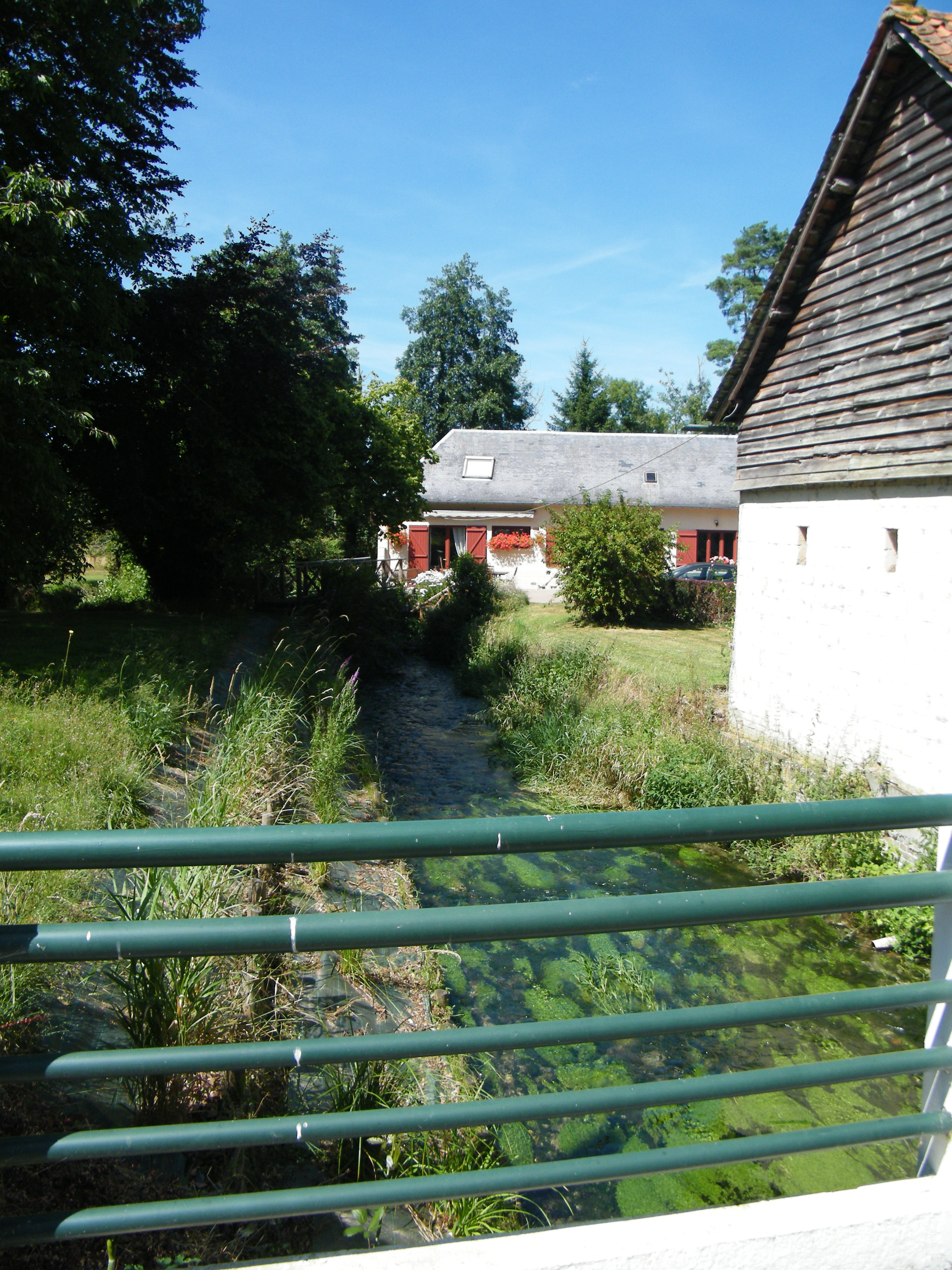
La Maye à Machiel.

Les terres sont plutôt médiocres : un tiers d'entre elles est surtout composé de calcaire et les deux tiers restants sont sablonneux.
La fontaine Saint-Pierre alimente un ruisseau de quelques mètres qui grossit lui-même la Maye. L'eau de cette fontaine serait dotée de propriétés bénéfiques.
Le territoire est plutôt accidenté : pentes, côtes et plateaux.

### Hydrographie

#### Réseau hydrographique
La commune est située dans le bassin Artois-Picardie. Elle est drainée par la Maye.
La Maye, d'une longueur de 38 km, prend sa source dans la commune de Fontaine-sur-Maye,à l'altitude de 40 mètres, et se jette  dans la baie de Somme en limite des communes de Saint-Quentin-en-Tourmont et du Crotoy, après avoir traversé dix communes.

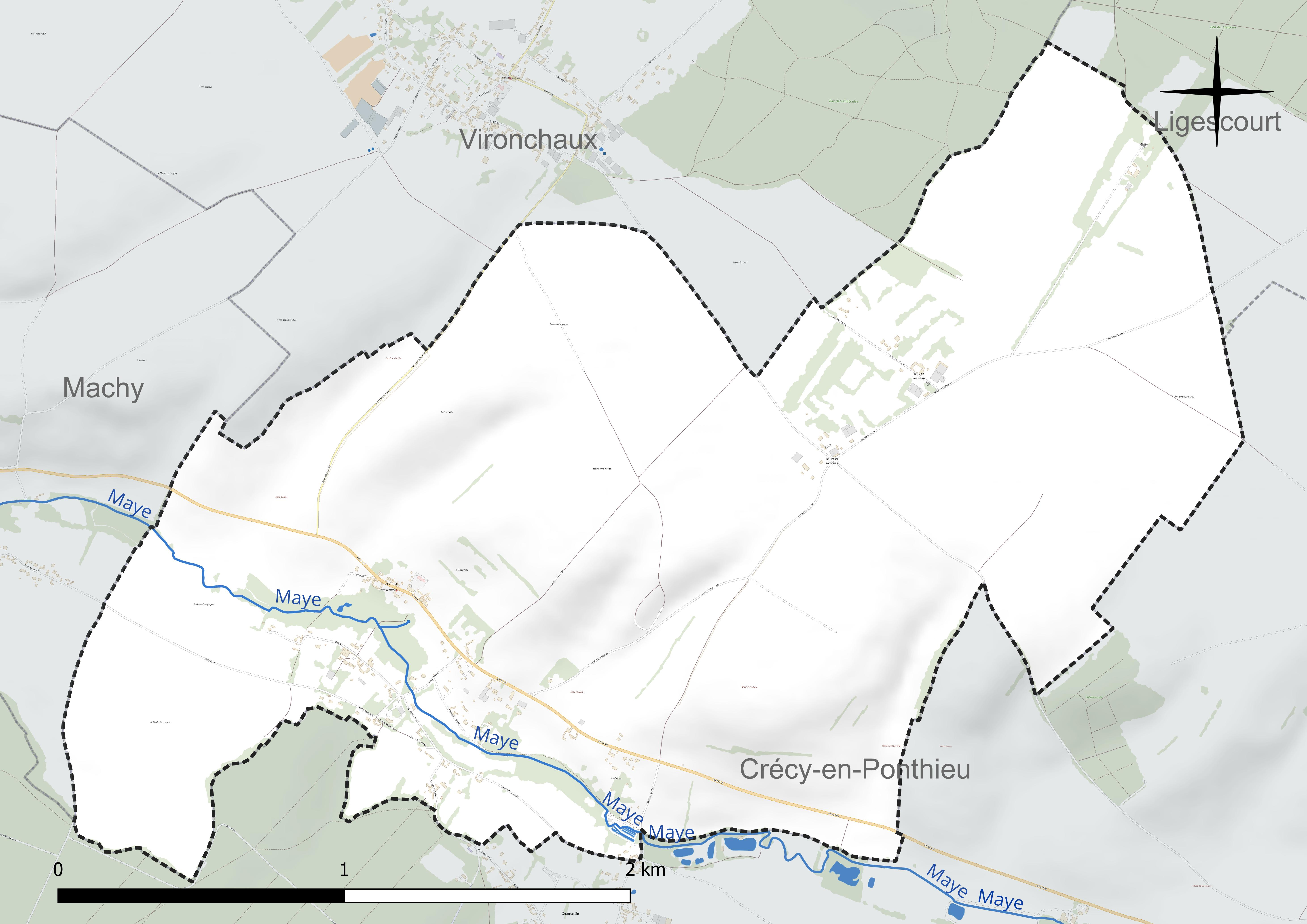
Réseau hydrographique de Machiel.

#### Gestion et qualité des eaux
Le territoire communal est couvert par le schéma d'aménagement et de gestion des eaux (SAGE) « Somme aval et Cours d'eau côtiers ». Ce document de planification concerne un territoire de 1 835 km2 de superficie, délimité par le bassin versant de la Somme canalisée. Le périmètre a été arrêté le 29 avril 2010 et le SAGE proprement dit a été approuvé le 6 août 2019. La structure porteuse de l'élaboration et de la mise en œuvre est le syndicat mixte d'aménagement hydraulique du bassin versant de la Somme (AMEVA).
La qualité des cours d'eau peut être consultée sur un site dédié géré par les agences de l'eau et l'Agence française pour la biodiversité.

### Climat
Pour des articles plus généraux, voir Climat des Hauts-de-France et Climat de la Somme.
En 2010, le climat de la commune est de type climat océanique franc, selon une étude du CNRS s'appuyant sur une série de données couvrant la période 1971-2000. En 2020, Météo-France publie une typologie des climats de la France métropolitaine dans laquelle la commune est exposée à un climat océanique et est dans la région climatique Côtes de la Manche orientale, caractérisée par un faible ensoleillement (1 550 h/an) ; forte humidité de l'air (plus de 20 h/jour avec humidité relative > 80 % en hiver), vents forts fréquents.
Pour la période 1971-2000, la température annuelle moyenne est de 10,4 °C, avec une amplitude thermique annuelle de 13 °C. Le cumul annuel moyen de précipitations est de 915 mm, avec 12,7 jours de précipitations en janvier et 8,2 jours en juillet. Pour la période 1991-2020, la température moyenne annuelle observée sur la station météorologique la plus proche, située sur la commune d'Abbeville à 18 km à vol d'oiseau, est de 11,0 °C et le cumul annuel moyen de précipitations est de 806,2 mm,. Pour l'avenir, les paramètres climatiques de la commune estimés pour 2050 selon différents scénarios d'émission de gaz à effet de serre sont consultables sur un site dédié publié par Météo-France en novembre 2022.

## Urbanisme

### Typologie
Au 1er janvier 2024, Machiel est catégorisée commune rurale à habitat dispersé, selon la nouvelle grille communale de densité à sept niveaux définie par l'Insee en 2022.
Elle est située hors unité urbaine et hors attraction des villes,.

### Occupation des sols
L'occupation des sols de la commune, telle qu'elle ressort de la base de données européenne d'occupation biophysique des sols Corine Land Cover (CLC), est marquée par l'importance des territoires agricoles (99,8 % en 2018), une proportion identique à celle de 1990 (99,8 %). La répartition détaillée en 2018 est la suivante : 
terres arables (79,9 %), zones agricoles hétérogènes (11,8 %), prairies (8 %), forêts (0,2 %). L'évolution de l'occupation des sols de la commune et de ses infrastructures peut être observée sur les différentes représentations cartographiques du territoire : la carte de Cassini (XVIIIe siècle), la carte d'état-major (1820-1866) et les cartes ou photos aériennes de l'IGN pour la période actuelle (1950 à aujourd'hui).

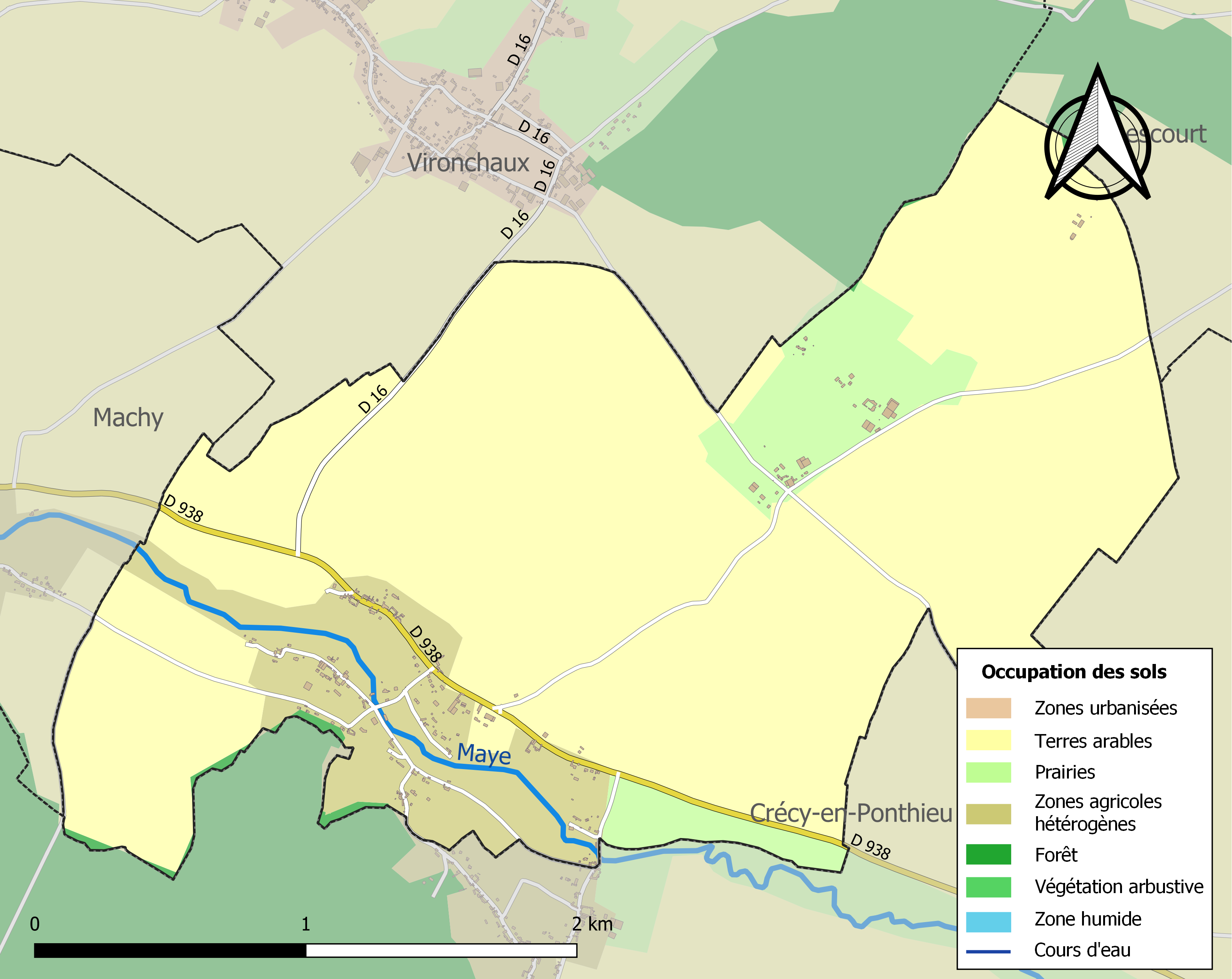
Carte des infrastructures et de l'occupation des sols de la commune en 2018 (CLC).

### Lieux-dits, hameaux et écarts
Deux hameaux complètent le chef-lieu :
- Rossignol, 46 habitants en 1899 ;
- Wacourt, 3 habitants en 1899.

### Voies de communication et transports
En 2019, la localité est desservie par les lignes de bus du réseau Trans'80, chaque jour de la semaine, sauf le dimanche.

## Toponymie
Le nom de la localité est attesté sous les formes Malchis en 751, Machiel dès 1210, dans le cartulaire de Ponthieu.
Avec le suffixe diminutif -el du nom de lieu Machy.
Pour le hameau de Wacourt, Wascurt est mentionné en 1147, dans un cartulaire de Valloires.

## Histoire
Depuis la charte de Crécy de 1194, les hommes de Machy sont « Bourgeois de Crécy ».
Le domaine de Machiel est possédé par l'abbaye de Forest-Montiers jusqu'au XVIIIe siècle.
Les traces d'un château de faible importance, démoli en 1820, sont encore visibles au lieu-dit le Château, en 1899.
En 1899, le village compte encore un moulin à eau et un moulin à vent. La forêt occupe un grand nombre de bûcherons, plusieurs ateliers de serrurerie à domicile subsistent mais le blanchissage de la toile a été complètement abandonné.

## Politique et administration

### Instances judiciaires et administratives
Machiel relève du tribunal d'instance d'Abbeville, du tribunal de grande instance d'Amiens, de la Cour d'appel d'Amiens, du tribunal pour enfants d'Amiens, du conseil de prud'hommes d'Abbeville, du tribunal de commerce d'Amiens, du tribunal administratif d'Amiens et de la Cour administrative d'appel de Douai.

### Administration municipale
Le nombre d'habitants de la commune étant compris entre 100 et 499, le nombre de membres du conseil municipal est de 11.

### Liste des maires
| Période                                  | Période                   | Identité         | Étiquette | Qualité     |
| ---------------------------------------- | ------------------------- | ---------------- | --------- | ----------- |
| Les données manquantes sont à compléter. |                           |                  |           |             |
| avant 1986                               |                           | Édouard Dubois   | FN        | Agriculteur |
| Les données manquantes sont à compléter. |                           |                  |           |             |
| mars 2001                                | 2008                      | Maurice Duavrant |           |             |
| mars 2008                                | mai 2020                  | Francis Dailly   |           |             |
| mai 2020                                 | En cours (au 5 juin 2020) | Olivier Pley     |           |             |

## Population et société

### Démographie

#### Évolution démographique
L'évolution du nombre d'habitants est connue à travers les recensements de la population effectués dans la commune depuis 1793. Pour les communes de moins de 10 000 habitants, une enquête de recensement portant sur toute la population est réalisée tous les cinq ans, les populations de référence des années intermédiaires étant quant à elles estimées par interpolation ou extrapolation. Pour la commune, le premier recensement exhaustif entrant dans le cadre du nouveau dispositif a été réalisé en 2007.

En 2022, la commune comptait 151 habitants, en évolution de −8,48 % par rapport à 2016 (Somme : −1,26 %, France hors Mayotte : +2,11 %).
| 1793 | 1800 | 1806 | 1821 | 1831 | 1836 | 1841 | 1846 | 1851 |
| ---- | ---- | ---- | ---- | ---- | ---- | ---- | ---- | ---- |
| 192  | 199  | 263  | 244  | 302  | 282  | 326  | 296  | 300  |

| 1856 | 1861 | 1866 | 1872 | 1876 | 1881 | 1886 | 1891 | 1896 |
| ---- | ---- | ---- | ---- | ---- | ---- | ---- | ---- | ---- |
| 291  | 302  | 321  | 324  | 292  | 244  | 238  | 224  | 223  |

| 1901 | 1906 | 1911 | 1921 | 1926 | 1931 | 1936 | 1946 | 1954 |
| ---- | ---- | ---- | ---- | ---- | ---- | ---- | ---- | ---- |
| 226  | 247  | 232  | 170  | 190  | 195  | 192  | 174  | 152  |

| 1962 | 1968 | 1975 | 1982 | 1990 | 1999 | 2006 | 2007 | 2012 |
| ---- | ---- | ---- | ---- | ---- | ---- | ---- | ---- | ---- |
| 193  | 175  | 173  | 169  | 177  | 171  | 161  | 160  | 177  |

| 2017 | 2022 | - | - | - | - | - | - | - |
| ---- | ---- | - | - | - | - | - | - | - |
| 156  | 151  | - | - | - | - | - | - | - |

Le maximum de la population a été atteint en 1841 avec 326 habitants.

#### Pyramide des âges
En 2018, le taux de personnes d'un âge inférieur à 30 ans s'élève à 35,3 %, soit en dessous de la moyenne départementale (36,4 %). De même, le taux de personnes d'âge supérieur à 60 ans est de 25,6 % la même année, alors qu'il est de 26,0 % au niveau départemental.
En 2018, la commune comptait 82 hommes pour 74 femmes, soit un taux de 52,56 % d'hommes, largement supérieur au taux départemental (48,51 %).
Les pyramides des âges de la commune et du département s'établissent comme suit.
| Hommes | Classe d’âge | Femmes |
| ------ | ------------ | ------ |
| 0,0    | 90 ou +      | 4,1    |
| 3,7    | 75-89 ans    | 12,2   |
| 15,9   | 60-74 ans    | 16,2   |
| 23,2   | 45-59 ans    | 18,9   |
| 19,5   | 30-44 ans    | 16,2   |
| 13,4   | 15-29 ans    | 14,9   |
| 24,4   | 0-14 ans     | 17,6   |

| Hommes | Classe d’âge | Femmes |
| ------ | ------------ | ------ |
| 0,6    | 90 ou +      | 1,8    |
| 6,7    | 75-89 ans    | 9,4    |
| 17,2   | 60-74 ans    | 18,1   |
| 19,8   | 45-59 ans    | 19,1   |
| 18,2   | 30-44 ans    | 17,5   |
| 19,4   | 15-29 ans    | 18     |
| 18,2   | 0-14 ans     | 16,2   |

### Enseignement

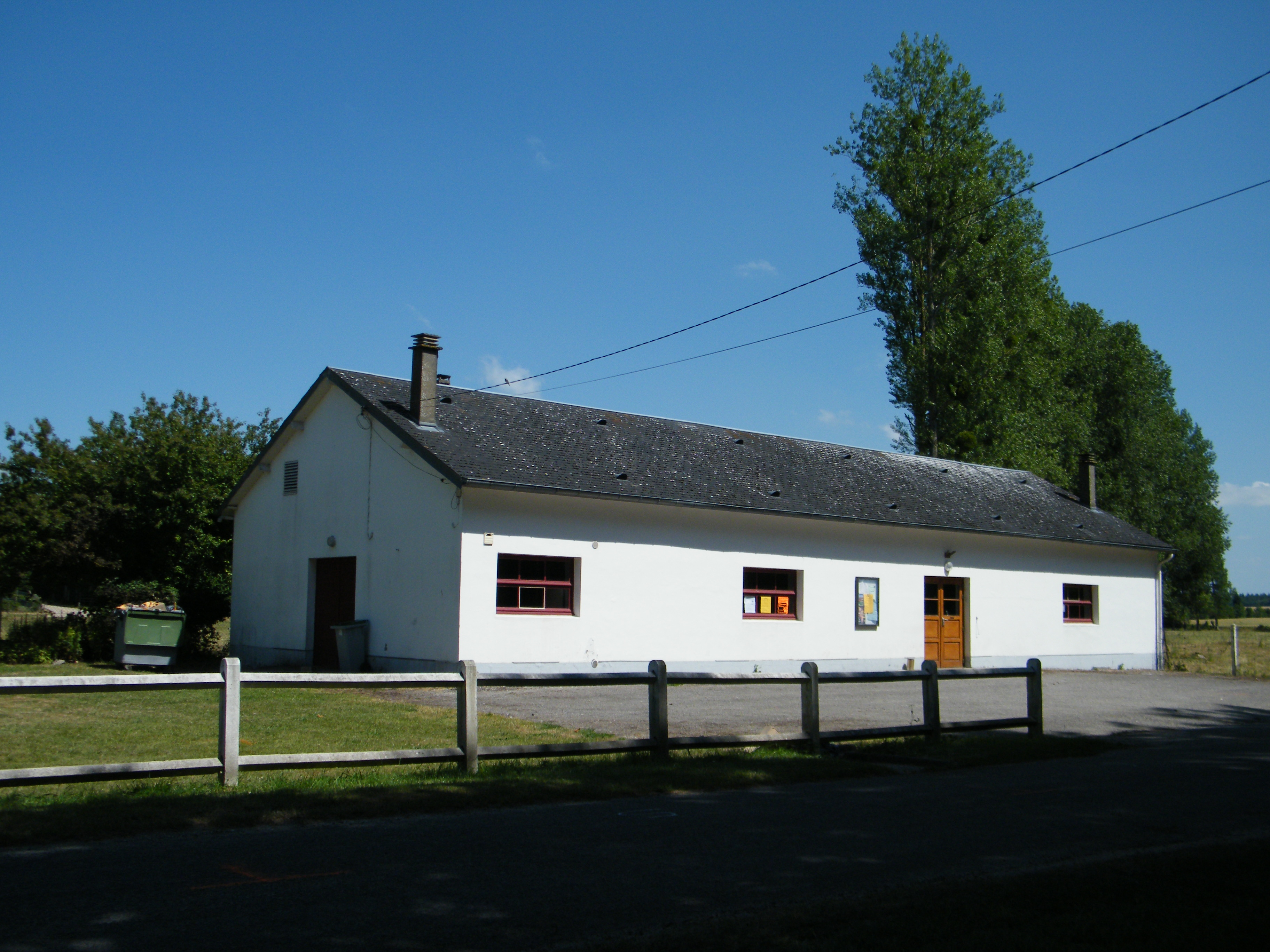
La commune dispose d'une salle communale.

En matière d'enseignement élémentaire, les communes de Vironchaux, Machy, Machiel et Dominois sont associées au sein d'un regroupement pédagogique.

## Économie
Ces tableaux (en référence) regroupent les chiffres clés de l'économie communale.

## Culture locale et patrimoine

### Lieux et monuments
- Église Saint-Pierre, clocher à campenard.

- Près de l'église, dans le cimetière, une très rare chapelle circulaire de la famille Manessier de Wacourt, près du chevet de l'église, témoigne de sa présence et de ses armes dès le XIIIe siècle[33]. Le bâtiment apporte une note originale.
- Monument aux morts, réalisé par le sculpteur picard Albert Roze.
- Chapelle au Grand Rossignol, construite peu après 1930, après la crise agricole[34].

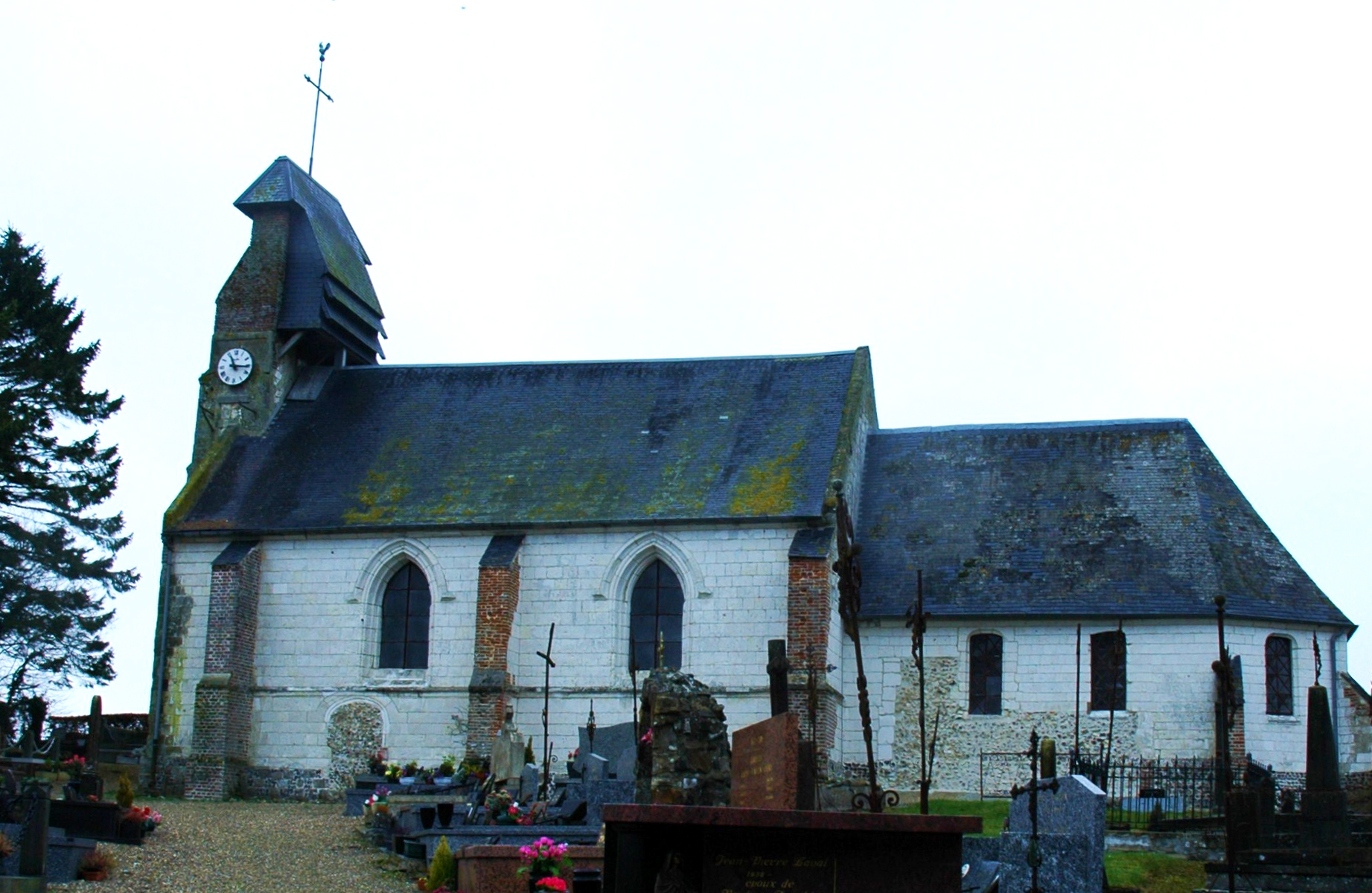
L'église Saint-Pierre.
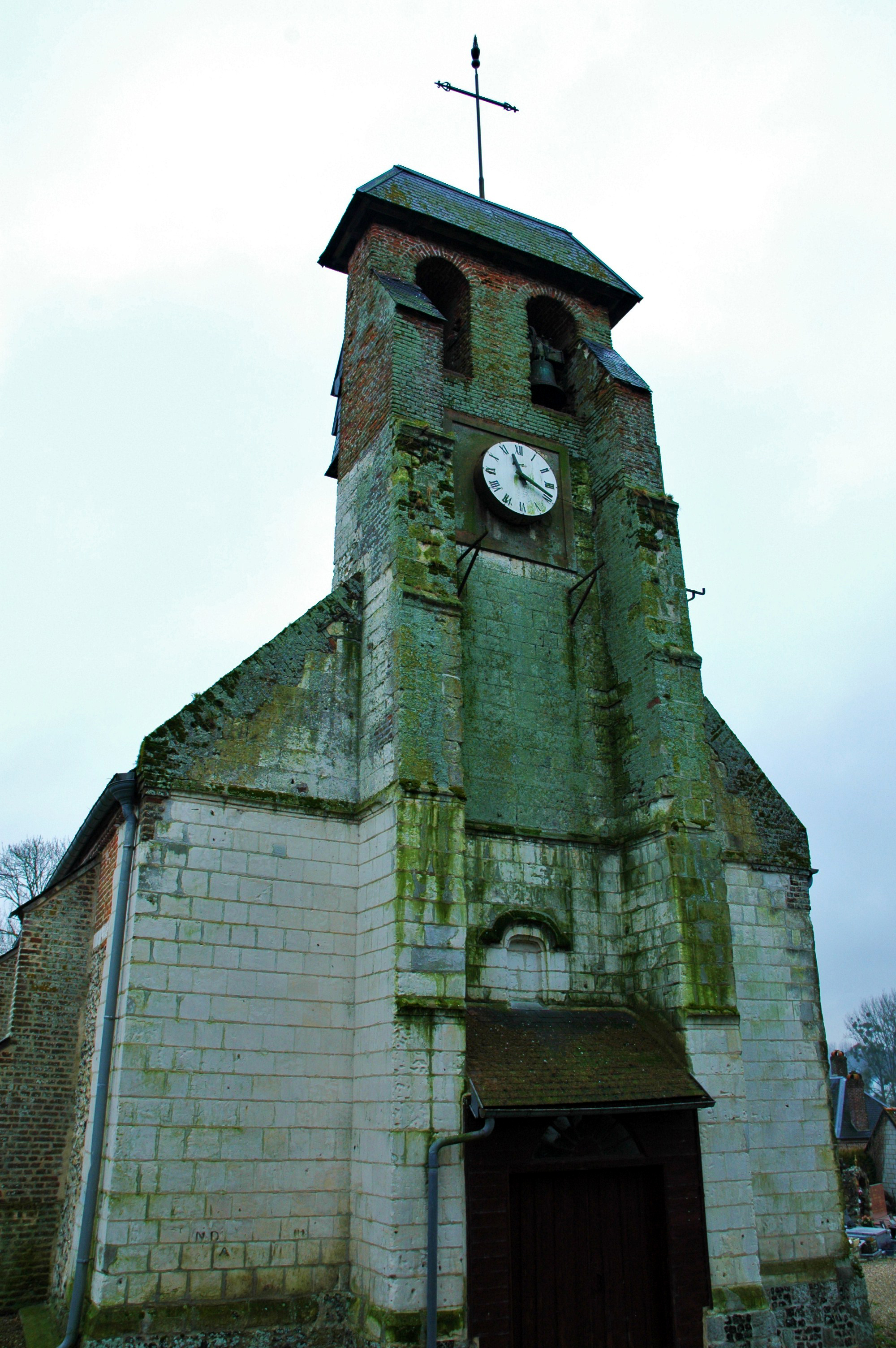
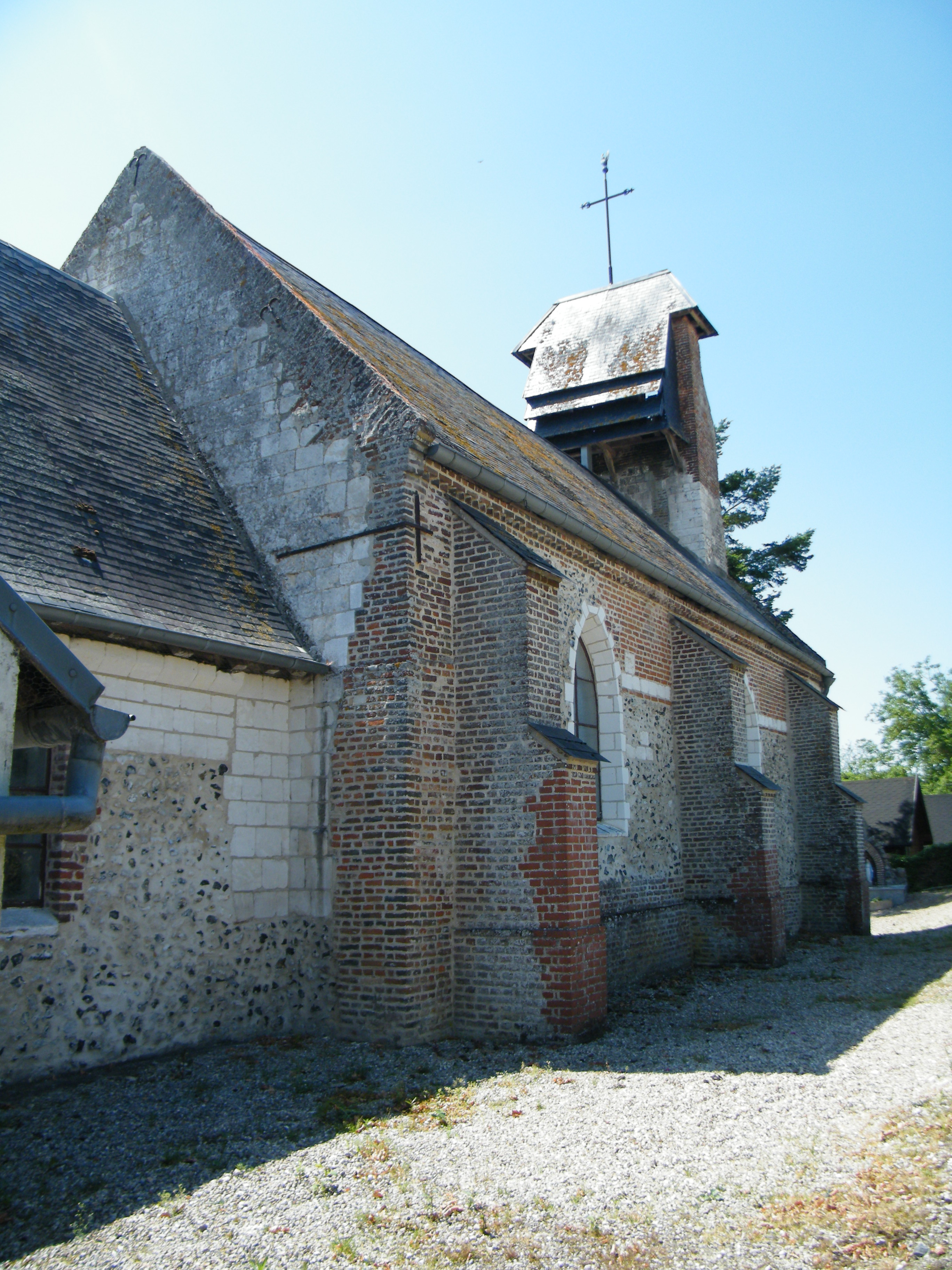
Autre vue de l'église.
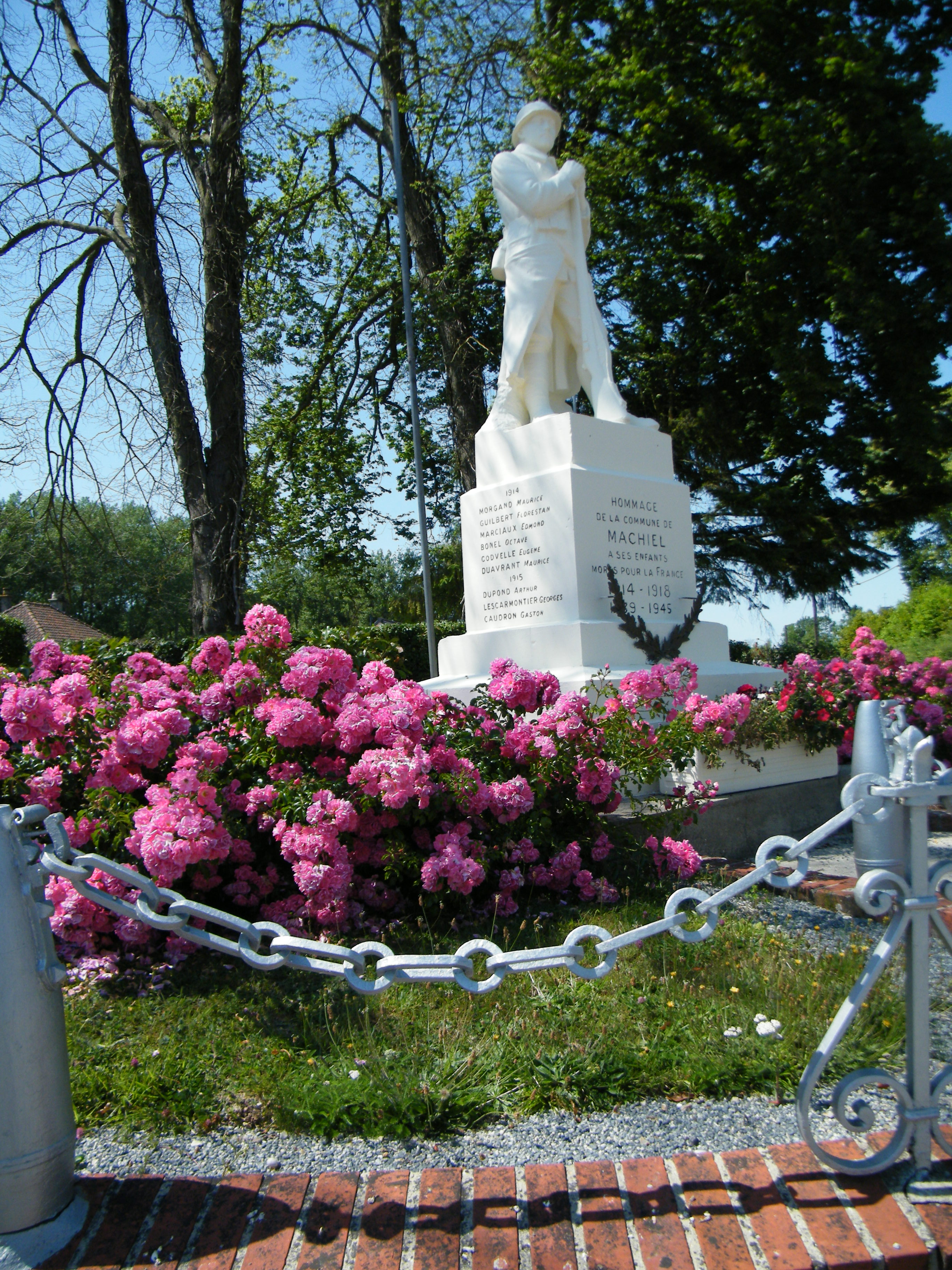
Monument aux morts.
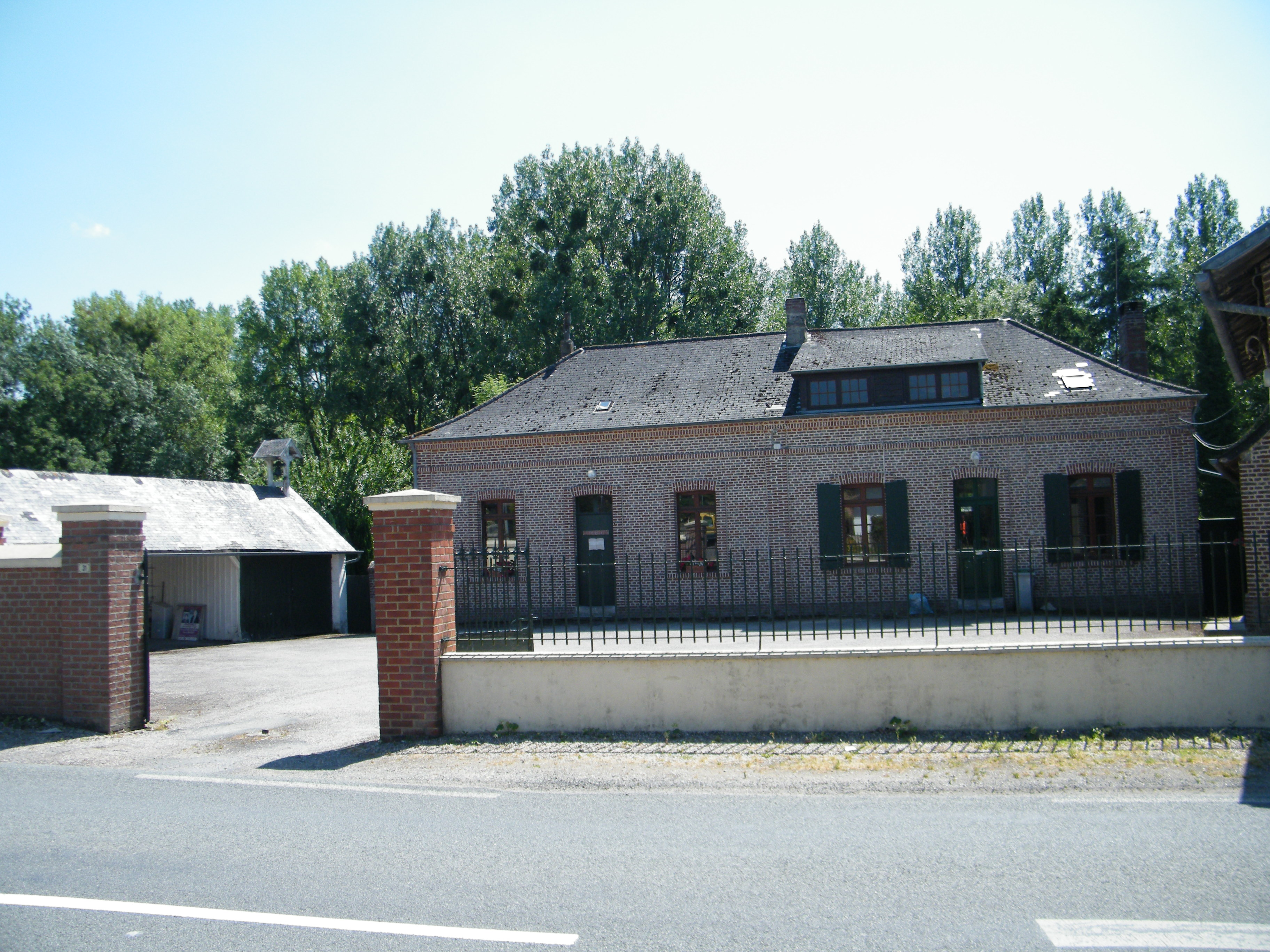
Bibliothèque-école.
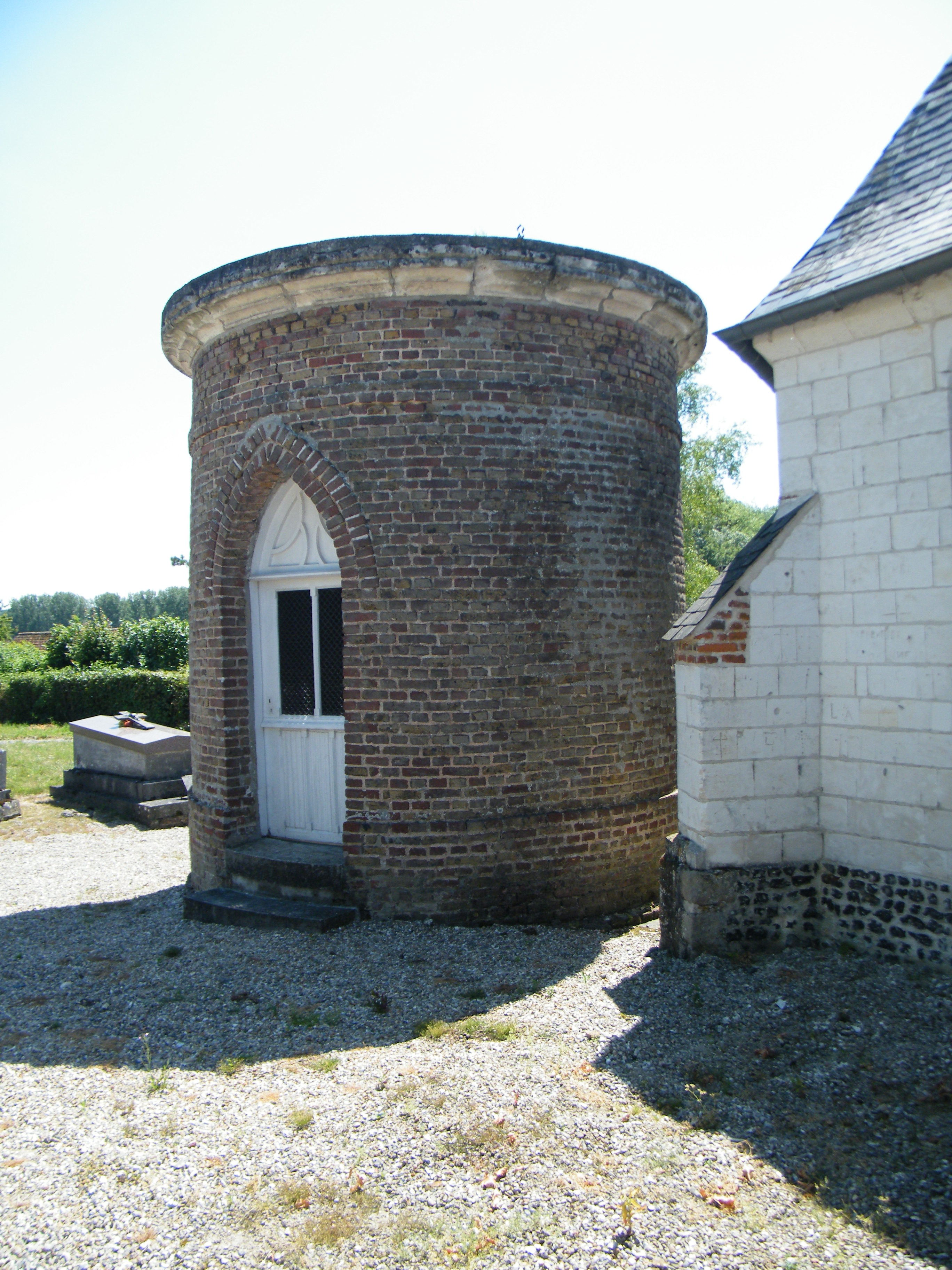
Chapelle seigneuriale circulaire.
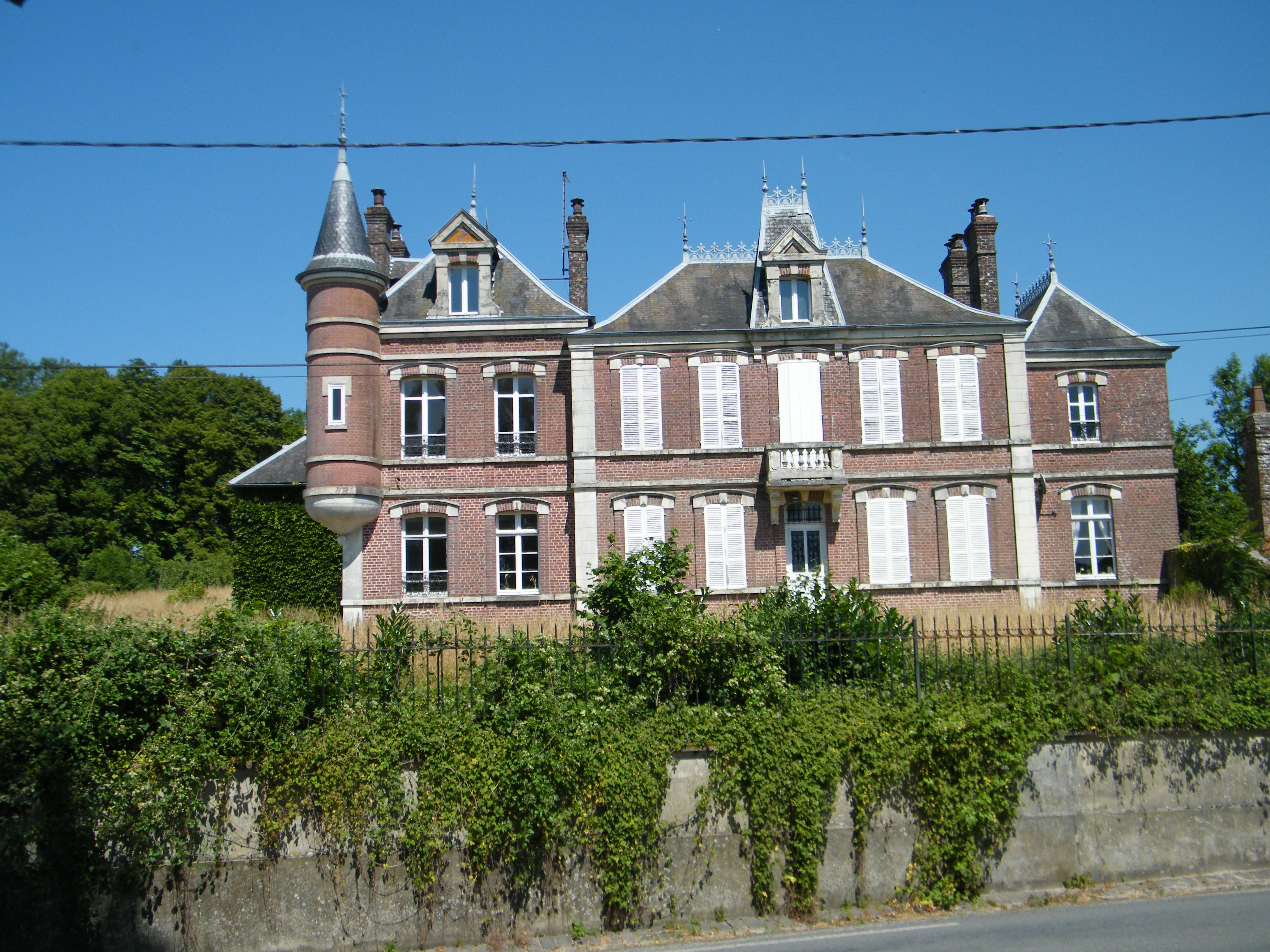
Château, face au monument.

### Personnalités liées à la commune
- Charles Honoré d'Ailly, décédé en 1778, inhumé dans le cimetière de Machiel, seigneur de Rossignol[5].